# Wahlkreis Aue I
Der Wahlkreis Aue I war ein Landtagswahlkreis zur Landtagswahl in Sachsen 1990, der ersten Landtagswahl nach der Wiedergründung des Landes Sachsen. Er hatte die Wahlkreisnummer 71.
Der Wahlkreis umfasste folgende Städte und Gemeinden des Landkreises Aue: Affalter, Albernau, Aue, Bernsbach, Bockau, Lauter/Sa., Lößnitz und Zwönitz.
Für die Landtagswahlen 1994 wurde auch infolge der Kreisreform die Wahlkreisstruktur verändert, zudem wurde die Zahl der Wahlkreise von 80 auf 60 verringert. Das Gebiet des Wahlkreises Aue I wurde auf drei Wahlkreise aufgeteilt. Die Stadt Zwönitz wurde dem Wahlkreis Stollberg zugeordnet. Die Orte Albernau, Aue und Bockau wurden Teil des Wahlkreises Westerzgebirge 1. Die Orte Affalter, Bernsbach, Lauter und Lößnitz wurden Teil des Wahlkreises Westerzgebirge 2.

## Ergebnisse
Die Landtagswahl 1990 fand am 14. Oktober 1990 statt und hatte folgendes Ergebnis für den Wahlkreis Aue I:
| Direktkandidat | Partei (Kürzel) | Erststimmen (%) | Zweitstimmen (%) |
| -------------- | --------------- | --------------- | ---------------- |
|                | DA              | -               | 00,5             |
| Thomas Colditz | CDU             | 50,7            | 56,1             |
|                | Chr. L          | -               | 00,5             |
|                | DBU             | -               | 00,3             |
|                | DSU             | 13,2            | 06,1             |
|                | F.D.P.          | 05,3            | 04,8             |
|                | LL-PDS          | 09,5            | 08,9             |
|                | NPD             | -               | 00,6             |
|                | FORUM           | 05,2            | 04,3             |
|                | RAP             | -               | 00,1             |
|                | SHB             | -               | 00,1             |
|                | SPD             | 16,2            | 17,6             |

Es waren 47.877 Personen wahlberechtigt. Die Wahlbeteiligung lag bei 76,9 %. Von den abgegebenen Stimmen waren 2,3 % ungültig. Als Direktkandidat wurde Thomas Colditz (CDU) gewählt. Er erreichte 50,7 % aller gültigen Stimmen.